# Diablo II: Lord of Destruction
Diablo II: Lord of Destruction is een uitbreidingspakket voor de populaire hack and slash-computerrollenspel Diablo II. In tegenstelling tot het eerdere Diablo-uitbreidingspakket Diablo: Hellfire (uitbreiding van Diablo I), was “Lord of Destruction (vaak afgekort tot LOD)” een officieel uitbreidingspakket ontworpen door Blizzard North.
LOD voegde niet alleen nieuwe scenario’s en character classes toe aan Diablo II, het veranderde ook de speelwijze voor singleplayer en vooral voor multiplayer.

## Verhaal
Het verhaal gaat verder waar Diablo II eindigde. Baal, een demon en broer van Diablo, leidt een invasie tegen de noordelijke barbarenlanden. Zijn eerste aanval is tegen de stad Sescheron, de hoofdstad van het thuisland van de barbaren. LOD speelt zich af in Harrogath, een plaats hoog in de bergen en thuis voor de beschermers van de berg Arreat. Wederom staat er een held (de speler) centraal die vecht tegen Baal de laatste van de Prime Evils.

## Toevoegingen
- Een vijfde Act. Het verhaal van Diablo II's vier Acts wordt voortgezet in de vijfde Act die zich afspeelt rondom en in de berg Arreat.
- Ethereal items: deze voorwerpen kunnen niet gerepareerd worden, maar ze hebben betere karakteristieken en vereisen minder voorwaarden dan andere voorwerpen.
- Twee nieuwe character classes: de Assassin (sluipmoordenaar) en de Druid (Druïde)
- Runes (runen): stenen die in bepaalde voorwerpen en bepaalde volgorde (runewords) kunnen worden geplaatst en deze sterke attributen kunnen geven (hoe zeldzamer de rune, hoe beter de toevoegingen aan dat voorwerp).
- Jewels (juwelen): vergelijkbaar met runen, alleen zijn juwelen minder zeldzaam en voegen zij andere attributen toe aan voorwerpen dan runen.
- Mercenaries (huurlingen) kunnen nu de speler ook volgen buiten de acts waarin ze zijn ingehuurd. Ook kan een speler hen voorwerpen zoals pantser, wapens en helmen geven.
- Class-specific items: nieuwe voorwerpen die alleen door een specifieke klasse kan worden gebruikt, zoals toverstaven voor Sorceresses en speciale helmen voor de Barbarian.

## Runewoorden
Runewoorden (runewords) zijn een combinatie van specifieke runen die in een vaste volgorde op bepaalde voorwerpen kunnen worden geplaatst. Ze geven dat voorwerp sterke verbeteringen (hoe zeldzamer de runen in het runewoord, hoe beter de toevoegingen).

## Nieuwecharacter classes

### Assassin
De Assassin (sluipmoordenaar) kan zich concentreren op gevechten of op het zetten van valstrikken. Indien ze zich op gevechten concentreert is ze van hetzelfde kaliber als de Barbarian en de Paladin, en vertrouwt niet puur op brute kracht. Als ze zich concentreert op valstrikken zal ze die neerleggen en dan de val het werk voor haar laten doen.
De assassin introduceert een nieuwe stijl van spelen in Diablo II. Haar disciplines zijn een mix van die van de Amazone en de Barbarian en ze kent ook enkele spreuken. Valstrikken zijn een nieuwe manier van vijanden uitschakelen. Ze kan er maximaal vijf tegelijk plaatsen.

### Druid
De Druid is de tweede toegevoegde character class in LOD. De vaardigheden van Druid kunnen zich richten op elementen, vormverandering (shapeshifting) en oproepen.
Een Druid die kiest voor de elementen kan aanvallen zoals Volcano, Firestorm en Molten Boulder gebruiken. Een Druid gespecialiseerd in oproepen kan allerlei dieren zoals raven, beren en wolven oproepen om voor hem te vechten. Druids zijn gespecialiseerd in vormverandering kunnen zelf veranderen in een weerwolf of weerbeer, elk met hun eigen voordelen.

## Pandemonium Event
Vanaf patch 1.11 is het mogelijk het "Pandemonium Event" (Pandemonium-gebeurtenis) te doen. De speler die hierin slaagt zal een sterk voorwerp tot zijn beschikking krijgen. Door op de moeilijkheidsgraad "Hell" (de moeilijkste graad) drie speciale monsters te doden krijgt men drie sleutels, waarmee drie portalen kunnen worden geopend naar de burchten van drie zéér sterke monsters. Wanneer men deze drie heeft gedood, krijgt men drie organen van de "Prime Evils" (Nl: de primaire kwaadheden) nl. een hoorn van Diablo, een oog van Baal en de hersens van Mephisto. Met deze drie organen kan één portaal naar Tristram worden geopend (Tristram is een stad uit het verhaal van Diablo I. In het begin van Diablo II werd Tristram volledig vernietigd.) Let wel: dit portaal leidt niet naar de normale Tristram uit Act 1, maar naar het zogenaamde "Über-Tristram". hier komt men in één keer in aanraking met Baal, Mephisto en Diablo, de drie broers die de "Prime Evils" vormen. Het zijn echter wel zéér sterke varianten van hun tegenhangers in het normale spel. Wanneer men alle drie de Evils heeft verslagen, krijgt men de "Hellfire Torch" (Hellevuursfakkel), een charm (een object dat de speler bepaalde krachten geeft) die erg sterke toevoegingen geeft aan de speler.
Het is aan te raden dat men een zeer goed personage (Engels: character) heeft getraind om dit evenement goed te doorlopen, aangezien de monsters (vooral de monsters in "Über-Tristram") zéér sterk zijn.